# 桃花债
桃花债是网络作家大风刮过所著的耽美向仙侠小说，2007年1月到8月连载于晋江文学城，简体中文版2016年由中国文联出版社出版，繁体中文版2008年由威向文化出版，泰文版2016年由Angpao Book出版。
该小说以主人公宋珧的际遇为主线，讲述了一个有情人历尽艰辛、穿越生死轮回的爱情故事。

## 世界观设定
主要参考中国传统神话、道教和佛教文化。天庭、玉皇大帝、王母娘娘、太上老君、西方极乐世界、佛祖等，都在小说中提及或者出现。

## 主要人物
宋珧：故事主人公和叙述者，表面上戏谑轻佻，自私自利，疏于学问，实则内心深处常为他人着想，且文采不错。原本为凡间的丞相公子。
衡文清君：司天下文命的神仙。“衡文”本意是“品评文章，尤其是主持科举考试”。宋珧的挚友、恋人。曾经让宋珧给他取过一个凡人的名字“赵衡”。衡文下界时一直使用这个名字。
天枢星君：执掌北斗宫，身为帝星，与南明帝君互辉互应，紧密牵连，久而久之和南明生出“仙契”，天枢下界转世曾为御史大夫公子杜宛铭，也是在此世被宋珧撞断了和南明帝君之间的仙契。后为了断开和宋珧之间的仙契而下界转世为重臣世家公子慕若言。（另注：天文学中，天枢是北斗一，即大熊座α的别名）
南明帝君：执掌国运，与天枢星君交相辉映。在天枢转世为杜宛铭时，转世为从二品武将公子姜宗铎；在天枢转世为慕若言时，转世为朝廷要犯单晟凌，鼓动南郡郡王造反。
命格星君：手中有天命簿，可定凡人命运。看似糊里糊涂，但实际上是设计保全宋珧等人的关键人物。
雪狻猊/山猫：灵兽，曾经被南明帝君救过命，在天庭和凡间都曾试图救南明。
宣离/毛团：修行千年的雪狐精，對衡文星君一見鍾情，曾捨命救衡文。被誤認是衡文命中的一段情劫。

## 故事梗概
宋珧原本为凡间的丞相公子，因为有“永世孤鸾”的命数，情场失意中无意中服食太上老君的金丹，飞升为仙，封为广虚元君，但因为虚号拗口，仍然被称本名“宋珧元君”。
成了仙的宋珧忽然接受玉帝命令下凡间棒打鸳鸯，拆散下凡历劫的天枢星君与南明帝君。天枢转世成为重臣世家公子慕若言，南明转世成为朝廷要犯单晟凌，而宋珧的任务就是借用东郡王府世子李思明的肉身，劫走慕若言，将其囚禁，还要假意看上慕若言，日日伴其左右。衡文衡文清君也下凡，化作王府幕僚赵衡帮助宋珧。在计划磕磕绊绊的进展途中，单晟凌潜入东郡王府并杀死了李思明的肉身。在这期间，衡文招了一朵凡间的桃花：雪狐精宣离。
宋珧继续使用道士广云子的身份，同衡文一起，一路跟随单晟凌和慕若言直到单晟凌的大本营庐阳。路上，宋珧终于承认了自己的本心，几千年来他一直爱慕着衡文，并在幻梦中和衡文云雨。单晟凌谋反大势已去，之前化身为山猫的灵兽雪狻猊为了保护南明显露真身，杀伤众人，甚至要杀死慕若言。衡文和赶来帮助的碧华灵君阻止了雪狻猊。但因为大损灵力，天枢和衡文都变成了小孩子的模样。南明作为单晟凌的肉身毁灭，化为一团仙魄。
宋珧在凡间照顾着变成了小孩模样的天枢和衡文。在重归天庭前，衡文终于恢复了本来面目，宋珧和衡文再度云雨。重回天庭后，宋珧才知道自己作为凡人的时候，曾经拆散了下凡历劫的天枢和南明之间的仙契，并且把仙契的另一端从南明身上绑到了自己身上，这才得了永世孤鸾的命数。之前的历劫本市命格星君和玉帝想保全天枢和南明的同时也保全他宋珧而做的局。宋珧为保全衡文、宣离，救天枢性命，独自在凡间几乎飞灰湮灭时，被衡文和碧华灵君相救，坠入畜生道。宋珧几番转世，衡文一直相陪左右。最后宋珧转世成为京城贵公子秦应牧，重遇衡文，再次无意中服食金丹飞升成仙，最终与衡文在极东的海岛长相厮守。

## 影视改编传言
2016年6月，搜狐媒体平台的一篇报道中提及，曾经运营过天下霸唱作品全版权开发的新华先锋副总裁吴凤未看好《桃花债》，认为“这本小说一定会成为一匹黑马，事实也得到了验证，图书还未正式出版上市，就取得各种图书排行榜预售的前三名，现在也已经有很多一线制作公司在接洽网剧的改编” 。
2017年2月7日，新华先锋董事长王笑东发微博称：“《桃花债》的影视也在正常开发中，相信不久就会跟广大粉丝们见面。” 